# Anni 960 a.C.
Gli anni 960 a.C. sono il decennio che comprende gli anni dal 969 a.C. al 960 a.C. inclusi.

## Morti
- Pinedjem II, sacerdote egizio